# Al-Muktafí (abbàssida)
Abu-Muhàmmad Alí ibn Àhmad al-Muktafí bi-L·lah —àrab: أبو محمد علي بن أحمد المكتفي بالله, Abū Muḥammad ʿAlī b. Aḥmad al-Muktafī bi-Llāh—, més conegut per la primera part del seu làqab com al-Muktafí (878-908), fou califa abbàssida de Bagdad (902-908).
Era fill d'al-Mútadid i d'una esclava turca anomenada Çiçek (en àrab Jíjak). Fou nomenat pel seu pare per governar Rayy i el Jibal el 894/895. El 890 se li va concedir el govern de la Jazira i va anar a establir-se a Ar-Raqqà. A la mort del seu pare, el 5 d'abril del 902, va pujar al tron i aviat va aconseguir l'aprovació popular per la seva generositat, l'alliberament dels presoners, restitució de les terres confiscades i altres mesures ben acceptades. El seu visir fou al-Qàssim ibn Ubayd-Al·lah ibn Sulayman ibn Wahb. L'ascendent d'aquest sobre el califa fou aprofitat pel visir per desfer-se de potencials rivals: el comandant en cap de l'exèrcit Badr, un mawla, i després Abd-al-Wahid, el fill d'al-Muwàffaq, fill del califa al-Mutawàkkil). El visir va rebre el títol de Walí-ad-Dawla i la seva filla fou promesa a un fill menor d'edat del califa.
Va combatre els enemics del califat amb valentia i èxit: els càrmates que assolaven Síria i van arribar a saquejar Damasc foren derrotats pel general Muhàmmad ibn Sulayman i els va dispersar. Llavors al-Muktafí va anar a Egipte on aviat va posar punt final a la dominació dels tulúnides; molts partidaris d'aquests van passar al seu bàndol. Amb els romans d'Orient també va lluitar: un grec que s'havia convertit a l'islam, anomenat Lleó, al front d'una flota musulmana de 94 vaixells, va fer diverses expedicions contra les costes gregues, però a terra els romans d'Orient tenien tot l'avantatge. El 904 va morir el visir al-Qàssim i el va succeir al-Abbàs ibn al-Hàssan al-Jarjaraí.
A Egipte després de la mort assassinat d'Harun ibn Khumàrawayh vers la fi de l'any 904, el va succeir el seu oncle Xayban Àhmad ibn Tulun, però la capital al-Fustat es va rendir als pocs dies (gener del 905) al califa. Issa al-Nuixarí fou nomenat nou governador (905-910) i un intent de restabliment dels tulúnides fou reprimit poc temps després. Aquell mateix 905 els romans d'Orient manats pel general Andrònic, s'apoderaven de Marash, Massisa i Tars i el 906 van arribar fins a Alep (sense ocupar-la), però la contraofensiva musulmana el va obligar a retirar-se.
El 906 els càrmates van començar altre cop els seus atacs i l'octubre/novembre van atacar la gran caravana de pelegrins que tornava de la Meca, però a final d'any o començament del 907 foren derrotats per les tropes califals sota comandament de Wasif ibn Suwartigin al-Khazari, prop d'al-Qadisiyya.
La malaltia del califa va marcar l'inici d'una lluita pel poder a la cort entre els principals ministres i el visir. Però Al-Muktafí es va recuperar i va designar hereu el seu germà petit Jàfar al-Múqtadir. Devia de tornar a recaure a la malaltia perquè va morir a Bagdad el 13 d'agost de 908.